# Endiandra cyphellophora
Endiandra cyphellophora là loài thực vật có hoa trong họ Nguyệt quế. Loài này được Kosterm. miêu tả khoa học đầu tiên năm 1950.